# 切爾梅鄉
46°33′N 21°51′E / 46.550°N 21.850°E
切爾梅鄉（羅馬尼亞語：Comuna Cermei, Arad），是羅馬尼亞的鄉份，位於該國西部，由阿拉德縣負責管轄，面積114平方公里，海拔高度101米，2011年人口2,722，人口密度每平方公里25人。